# Coki Ramírez
Patricia Silvana Ramírez Ter Hart (phát âm tiếng Tây Ban Nha: [ˈkoki raˈmiɾes]; sinh ra ở Córdoba (Argentina) vào ngày 6 tháng 2 năm 1980), được biết đến với tên Coki Ramírez, là một ca sĩ, người mẫu và diễn viên đến từ Argentina.

## Tiểu sử
Patricia Ramírez, sinh ngày 6 tháng 2 năm 1980 tại khu phố Barrio Urca ở Córdoba, Argentina, nơi cô trải qua thời thơ ấu và tuổi thiếu niên. Phần lớn cuộc đời đầu tiên của cô được dành cho món đồ ăn của cha mẹ cô, nơi cô chơi với các chị em của mình và giả vờ xây nhà với những chiếc thùng Coca-Cola. Điều này dẫn đến biệt danh Coki của cô.
Gia đình của Coki Ramírez có nguồn gốc từ Đức. Cô là con gái của Juan Ramírez và Ana Ter Hart. Cô có hai chị em sinh đôi tên là Gabriela và María Fernánda. Các thành viên trong gia đình cô chứng thực rằng từ khi còn nhỏ, cô đã thể hiện niềm đam mê âm nhạc không thể phủ nhận. Trong suốt những năm tuổi thiếu niên, Coki là ngôi sao của tất cả các cuộc họp mặt gia đình, nơi cô nhận được rất nhiều sự ủng hộ từ những người thân yêu vì khả năng âm nhạc của mình. Sau khi học cấp ba, cô chọn theo đuổi sự nghiệp âm nhạc đồng thời học để trở thành bác sĩ nha khoa.

## Sự nghiệp âm nhạc và truyền hình
Những trải nghiệm đầu tiên của anh với tư cách là một ca sĩ là ở phòng khiêu vũ Córdoba, nơi cô hát các bài hát bằng tiếng Anh. Coki đã quyết tâm thành công và quyết định thử vận may ở nước láng giềng Chile. Với một sự nghiệp kéo dài đáng ngạc nhiên, Coki Ramírez đã được ca sĩ người Chile, Alberto Plaza mời để đi cùng anh trong một chuyến lưu diễn ở Mỹ Latinh như một phần của phần điệp khúc. Vì vậy, trớ trêu thay, cô đã thành công trong một vở nhạc kịch nước ngoài trước khi chiến thắng trong mình.
Tuy nhiên, Plaza không phải là ca sĩ quốc tế duy nhất mà Coki Ramírez xuất hiện trên sân khấu cùng, cô cũng hợp tác với Ricardo Montaner, Julio Iglesias, Noel Schajris, Aleks Syntek, Valeria Lynch, Los Nocheros, Fito Paez và nhiều hơn nữa.
Năm 2007, cô phát hành album đầu tiên của mình, được gọi là Presente, nơi các nghệ sĩ hát những bài hát như vậy.
Sự nổi tiếng thực sự của Patricia Coki Ramírez đã diễn ra vào đêm ngày 3 tháng 8 năm 2010 khi cô được võ sĩ Fabio Moli mời tham dự chương trình truyền hình Bailando por un Sueño (Argentina), do Marcelo Tinelli dẫn đầu. Cô trở thành người tham gia hàng đầu trong chương trình.
Trong những tháng tiếp theo, cô ca sĩ trẻ xuất hiện trên hầu hết các phương tiện truyền hình ở Argentina. Do danh tiếng mới được có, cô đã được chọn làm người thay thế cho Sabrina Rojas và Lola Ponce ở Bailando por un Sueño (Argentina) 2010.
Năm 2011, cô lại tham gia Bailando por un Sueño (Argentina), nơi cô là một trong những khám phá và lọt vào bán kết, thua trong cuộc bầu chọn qua điện thoại cho Hernan Piquín và Noelia Pompa.
Vào tháng Hai, cô là vị khách đầu tiên nổi tiếng vì hát trong thực tế mới của Ideas del Sur, Soñando por Cantar, mặc dù các vấn đề xảy ra trong tín hiệu kênh vệ tinh, El Trece có thể trình bày truyền hình trực tiếp CD của mình.